# Port-Dauphin
Port-Dauphin (également connu sous les noms Grand Cibou, Sainte-Anne et Englishtown, son nom actuel) est un petit village situé dans la baie de Sainte-Anne, au nord-est de l'île du Cap-Breton, à une cinquantaine de kilomètres à l'ouest de Sydney (Nouvelle-Écosse), dans le Comté de Victoria, dans la province canadienne de Nouvelle-Écosse. Le village vit aujourd'hui principalement de la pêche. 

## Colonie française (1629-1758)
Port-Dauphin est l'un des plus anciens établissements européens en Amérique du Nord, ayant été créé en tant que port de pêche français en 1597. En 1629, Charles Daniel construit la première fortification française sur l'île Royale avec des Écossais qu'il avait prisonniers à la suite d'un raid sur Baleine (Nouvelle-Écosse) (en). Le Fort Sainte Anne est le site de la première mission jésuite en Amérique du Nord. 
Le village est habité par Nicolas Denys entre 1650 et 1669, puis l'île de Cap-Breton resta inhabitée jusqu'à la construction du Fort Dauphin en 1713 et de Saint-Pierre-Port-Toulouse entre 1713-1758. Avec Saint-Pierre, Port Dauphin était l'unique établissement sur l'île Royale avant Louisbourg. La population provenait surtout de Plaisance à Terre-Neuve. Les Anglais capturent le village en 1745 et le renomment Englishtown.
Le Fort Dauphin est construit, en partie, par Jean-Baptiste Hertel de Rouville (26 octobre 1668 – 30 juin 1722) un militaire et officier colonial de Nouvelle-France. Pendant la guerre de la reine Anne il était à la tête des troupes françaises lors du Raid sur Deerfield et des opérations militaires menées contre les Anglais à Terre-Neuve. Il joua un rôle important dans l'établissement des villages d'Englishtown (1719-1722) et de Saint-Pierre (1713-1718) sur l'île Royale (aujourd'hui île du Cap-Breton), après la guerre. Il mourut à Fort Dauphin.